# الفتاة الجديدة
الفتاة الجديدة (بالإنجليزية: New Girl) مُسلسل تلفزيوني كوميدي أمريكي، بدأ عرضه على قناة فوكس في 20 سبتمبر، 2011. من إعداد إليزابيث ميريويذر. تتمحور قصتهُ حول المدرسة غريبة الأطوار جيس (زوي ديشانيل)، بعد انتقالها إلى لوس انجلوس. تعيش جيس في شقة مع ثلاثة رجال، نيك (جيك جونسون)، شميت (ماكس غرينفيلد)، ووينستون (لامورن موريس)؛ صديقة جيس المقربة عارضة الأزياء سيسي (هانا سيمون)، والمدرب (دامون وايانس الابن). بدأ عرض الموسم الرابع في 16 سبتمبر، 2014. وجُدد المُسلسل لموسم خامس في 31 مارس، 2015. بدأ عرض الموسم الخامس في 5 يناير، 2016، وجُدد لموسم سادس في 12 أبريل، 2016. في 16 مايو، 2016، أعلنت إليزابيث ميريويذر على حسابها في تويتر بأن الموسم السادس سيبدأ في أوآخر عام 2016.
المسلسل مأخوذ عن المسلسل الشهير فريندز، حصل المُسلسل على إستحسان النقاد، وسُمّي من أفضل المُسلسلات الكوميدية لخريف عام 2011. حصلت الحلقة الأولى على 10.28 مليون مشاهدة (في الولايات المتحدة). ما جعله من البرامج الأكثر مشاهده على قناة فوكس منذ 2001. رُشح المسلسل لعدة جوائز وحصل على خمسة ترشيحات لجوائز غولدن غلوب وخمسة ترشيحات آخرى لجوائز الإيمي برايم تايم.

## قصة المسلسل
جيسيكا «جيس» كريستوفر داي (زوي ديشانيل)، مُدرسة شابة تُدرس في مدرسة متوسطة في لوس أنجلوس. تعود جيس إلى منزلها فتجد حبيبها مع امرأة أخرى، فتتركه وتبحث عن مكان آخر لتعيش فيه. تجد جيس إعلاناً على موقع كريغسليست، وتنتقل للعيش مع ثلاثة شبان: نيك، شميت، والمدرب. وصديقة جيس المقربة منذ الطفولة سيسي عارضة أزياء.

## الممثلين والشخصيات
مقالة مفصلة: قائمة شخصيات الفتاة الجديدة

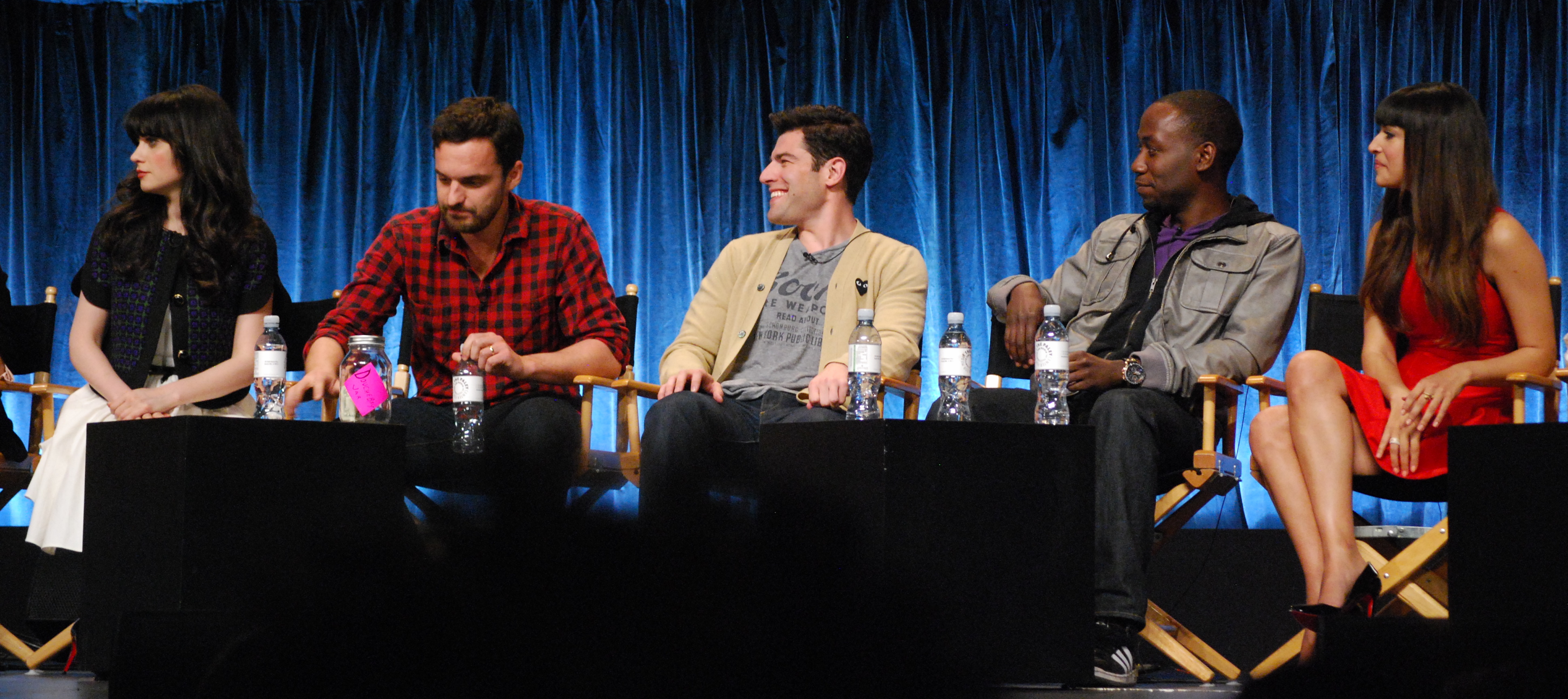
طاقم التمثيل.

- زوي ديشانيل – بدور جيسيكا «جيس» كريستوفر داي، مُدرسة شابة في بداية الثلاثينيات، من مدينة بورتلاند، أوريغون. تُدَرس في مدرسة متوسطة في لوس أنجلوس. في الحلقة الأولى تنتقل جيس للعيش في شقة مع ثلاثة شبان، نيك، شميت والمدرب، محاولة نسيان حبيبها السابق سبينسير.
- جيك جونسون – بدور؛ نيكولاس «نيك» ميلر، شاب غاضب وعاطل عن العمل، من مدينة شيكاغو. عمل نادلاً في إحدى الحانات بعد أن ترك دراسته الجامعية في كلية الحقوق.
- ماكس غرينفيلد – بدور شميت، شاب مفرط الثقة بنفسه، من مدينة لونغ ايلاند. التقى نيك في الجامعة عندما كان يدرُس في جامعة سيراكيوز. كان شميت بديناً لكنهُ خسر كثيراً من وزنه وأصبح رجل النساء.
- لامورن موريس – بدور وينستون لي أندري بيشوب، لاعب كرة سلة سابق من مدينة شيكاغو، وصديق نيك منذ الطفولة. لعب في دوري كرة سلة المحترفين في لاتيفيا. عاد إلى الولايات المتحدة في الحلقة الثانية، ويعيش مع شميت ونيك.
- هانا سيمون – بدور سيسيليا «سيسي»، عارضة أزياء وصديقة جيس المقربة منذ الطفولة، تكون علاقة مع شميت وتحاول إبقاءقها سراً.
- دامون وايانس الابن – بدور المدرب «كوتش»، رياضي سابق يعمل مدرب لياقة بدنية. بعد أن إنفصلَ مع حبيبتهُ يعود للعيش مع أصدقائه في الشقة.

## الحلقات

### نظرة عامة
مقالة مفصلة: قائمة حلقات الفتاة الجديدة
| الموسم | الموسم | عدد الحلقات | تاريخ البث الأصلي | تاريخ البث الأصلي |
| الموسم | الموسم | عدد الحلقات | أول عرض           | آخر عرض           |
| ------ | ------ | ----------- | ----------------- | ----------------- |
|        | 1      | 24          | 20 سبتمبر 2011    | 8 مايو 2012       |
|        | 2      | 25          | 25 سبتمبر 2012    | 14 مايو 2013      |
|        | 3      | 23          | 17 سبتمبر 2013    | 6 مايو 2014       |
|        | 4      | 22          | 16 سبتمبر 2014    | 5 مايو 2015       |
|        | 5      | 22          | 5 يناير 2016      | 10 مايو 2016      |
|        | 6      | 22          | 20 سبتمبر 2016    | 4 أبريل 2017      |
|        | 7      | 8           | 10 أبريل 2018     | 15 مايو 2018      |

### البثّ والتصنيف
توفرت الحلقة الأولى من المسلسل للمشاهدة حسب الطلب على آيتونز، وتيفو في 6 سبتمبر، 2011 قبل عرضها على قناة فوكس في الولايات المتحدة وقناة سيتي في كندا. كما بثّ المسلسل على قناة "Channel 4"، وقناة "E4" في المملكة المتحدة، قناة "RTÉ2" في أيرلندا، قناة "Network Ten" و"Eleven" في أستراليا، في العالم العربي بثّت حلقات الفتاة الجديدة على قناة «إم بي سي 4» بالترجمة العربية.
حصلت الحلقة الأولى من المسلسل على 10.28 مليون مشاهد في الولايات المتحدة وتصنيف 4.8 بين المشاهدين ذو أعمار مابين 18-49. مما جعله من أعلى المسلسلات التلفزيونية مشاهدة على قناة فوكس منذ عرض برنامج ماك بيرني في عام 2001.
| الموسم | الموسم  | عدد الحلقات | وقت العرض | أول عرض         | أول عرض                  | آخر عرض       | آخر عرض                  | تصنيف نيلسن | تصنيف نيلسن              | تصنيف نيلسن  |
| الموسم | الموسم  | عدد الحلقات | وقت العرض | تاريخ العرض     | عدد المشاهدين (بالمليون) | تاريخ العرض   | عدد المشاهدين (بالمليون) | المرتبة     | عدد المشاهدين (بالمليون) | معدل التصنيف |
| ------ | ------- | ----------- | --- | --------------- | ------------------------ | ------------- | ------------------------ | ----------- | ------------------------ | ------------ |
| 1      | 2011–12 | 24          | الثلاثاء 9:00 مساءاً                                                                                                 | 20 سبتمبر، 2011 | 10.28                    | 8 مايو، 2012  | 5.61                     | 61          | 8.22                     | 4.2/11       |
| 2      | 2012–13 | 25          | الثلاثاء 8:00 مساءاً (الحلقة الأولى) الثلاثاء 9:00 مساءاً (الحلقة 2-20، 22-25) الخميس 9:00 مساءاً (الحلقة 21)          | 25 سبتمبر، 2012 | 5.18                     | 14 مايو، 2013 | 4.06                     | 77          | 5.85                     | 3.2/9        |
| 3      | 2013–14 | 23          | الثلاثاء 9:00 مساءاً (الحلقة 1-13، 15-23) الأحد 10:30 مساءاً (الحلقة 14)                                              | 17 سبتمبر، 2013 | 5.53                     | 6 مايو، 2014  | 2.39                     | 103         | 4.61                     | 3.2          |
| 4      | 2014–15 | 22          | الثلاثاء 9:00 مساءاً                                                                                                 | 16 سبتمبر، 2014 | 3.04                     | 5 مايو، 2015  | 2.22                     | 138         | 3.42                     | 1.8          |
| 5      | 2015–16 | 22          | الثلاثاء 8:00 مساءاً (الحلقة 1-15,17,19,21) الثلاثاء 8:30 مساءاً (الحلقة 16) الثلاثاء 9:00 مساءاً (الحلقة 18، 20، 200) | 5 يناير، 2016   | 3.33                     | 10 مايو، 2016 | 2.17                     | 125         | 3.69                     | 1.8          |
| 6      | 2016–17 | ي/ل         | الثلاثاء 8:30 مساءاً (الحلقة 1-10) الثلاثاء 8:00 مساءاً (الحلقة 11-فصاعداً)                                            | 20 سبتمبر، 2016 | 2.31                     | ي/ل           | ي/ل                      | ي/ل         | ي/ل                      | ي/ل          |

### البثّ المشترك
عرض المسلسل بالاشتراك على قناة "TBS" في 17 أغسطس، 2015. كما عرض على قناة "MTV" في خريف عام 2015.

## الإستقبال

### الإستقبال النقدي
حصل المسلسل على إستحسان النقاد والمتابعين إذ حصل على نسب مشاخهدة عالية، كما حصل المسلسل على تصنيف 66% على موقع ميتاكريتيك، وتصنيف 93% طازج على موقع الطماطم الفاسدة.

### الجوائز والترشيحات
مقالة مفصلة: الجوائز والترشيحات التي تلقاها مسلسل الفتاة الجديدة
رُشح المسلسل للعديد من الجوائز من ضمنها خمسة ترشيحات لجوائز غولدن غلوب وخمسة ترشيحات أخرى لجوائز إيمي برايم تايم.

## الإصدار المنزلي
| الموسم                    | عدد الحلقات | تاريخ الصدور    | تاريخ الصدور    | تاريخ الصدور   | تاريخ الصدور    |
| الموسم                    | عدد الحلقات | منطقة 1         | منطقة 2         | منطقة 3        | منطقة 4         |
| ------------------------- | ----------- | --------------- | --------------- | -------------- | --------------- |
| الموسم الأول (2011-2012)  | 24          | 2 أكتوبر، 2012  | 3 ديسمبر، 2012  | 2 نوفمبر، 2012 | 10 أكتوبر، 2012 |
| الموسم الثاني (2012-2013) | 25          | 1 أكتوبر، 2013  | 27 سبتمبر، 2013 | 3 ديسمبر، 2013 | 9 نوفمبر، 2013  |
| الموسم الثالث (2013-2014) | 23          | 2 سبتمبر، 2014  | 3 أكتوبر، 2014  | 8 سبتمبر، 2014 | 3 ديسمبر، 2014  |
| الموسم الرابع (2014-2015) | 22          | 1 سبتمبر، 2015  | 16 نوفمبر، 2015 | ي/ل            | 4 مايو، 2016    |
| الموسم الخامس (2016-2017) | 22          | 20 سبتمبر، 2016 | ي/ل             | ي/ل            | ي/ل             |

## وصلات خارجية
- الموقع الرسمي
- الفتاة الجديدة على موقع IMDb (الإنجليزية)
- الفتاة الجديدة على موقع ميتاكريتيك (الإنجليزية)
- الفتاة الجديدة على موقع روتن توميتوز (الإنجليزية)
- الفتاة الجديدة على موقع نتفليكس (الإنجليزية)
- الفتاة الجديدة على موقع كينوبويسك (الروسية)
- الفتاة الجديدة على موقع ألو سيني (الفرنسية)
- الفتاة الجديدة على موقع قاعدة بيانات الفيلم (الإنجليزية)